# Mimosa ceratonia
Mimosa ceratonia är en ärtväxtart som beskrevs av Carl von Linné. Mimosa ceratonia ingår i släktet mimosor, och familjen ärtväxter.

## Underarter
Arten delas in i följande underarter:
- M. c. ceratonia
- M. c. interior
- M. c. pseudo-obovata

## Bildgalleri

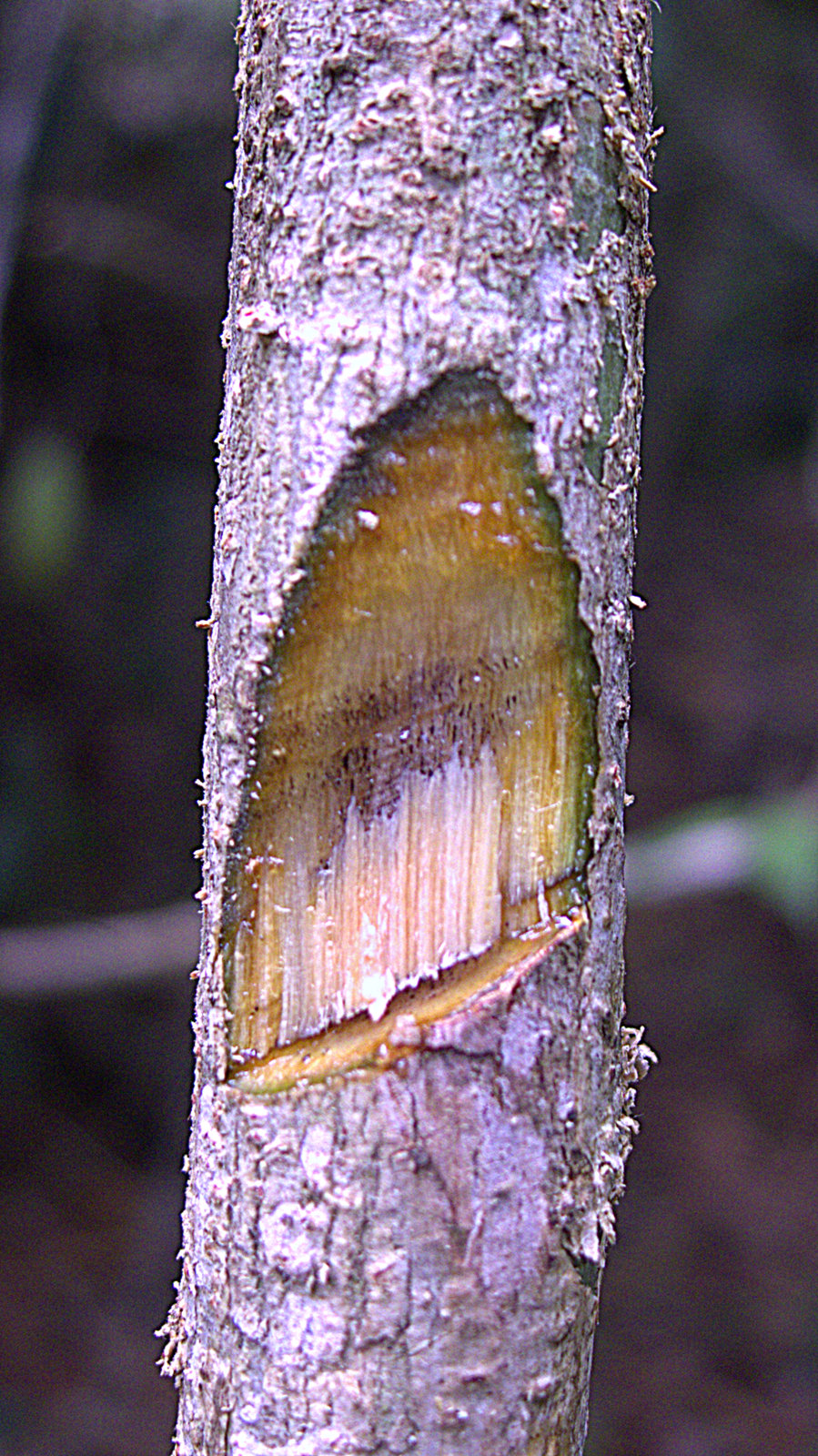
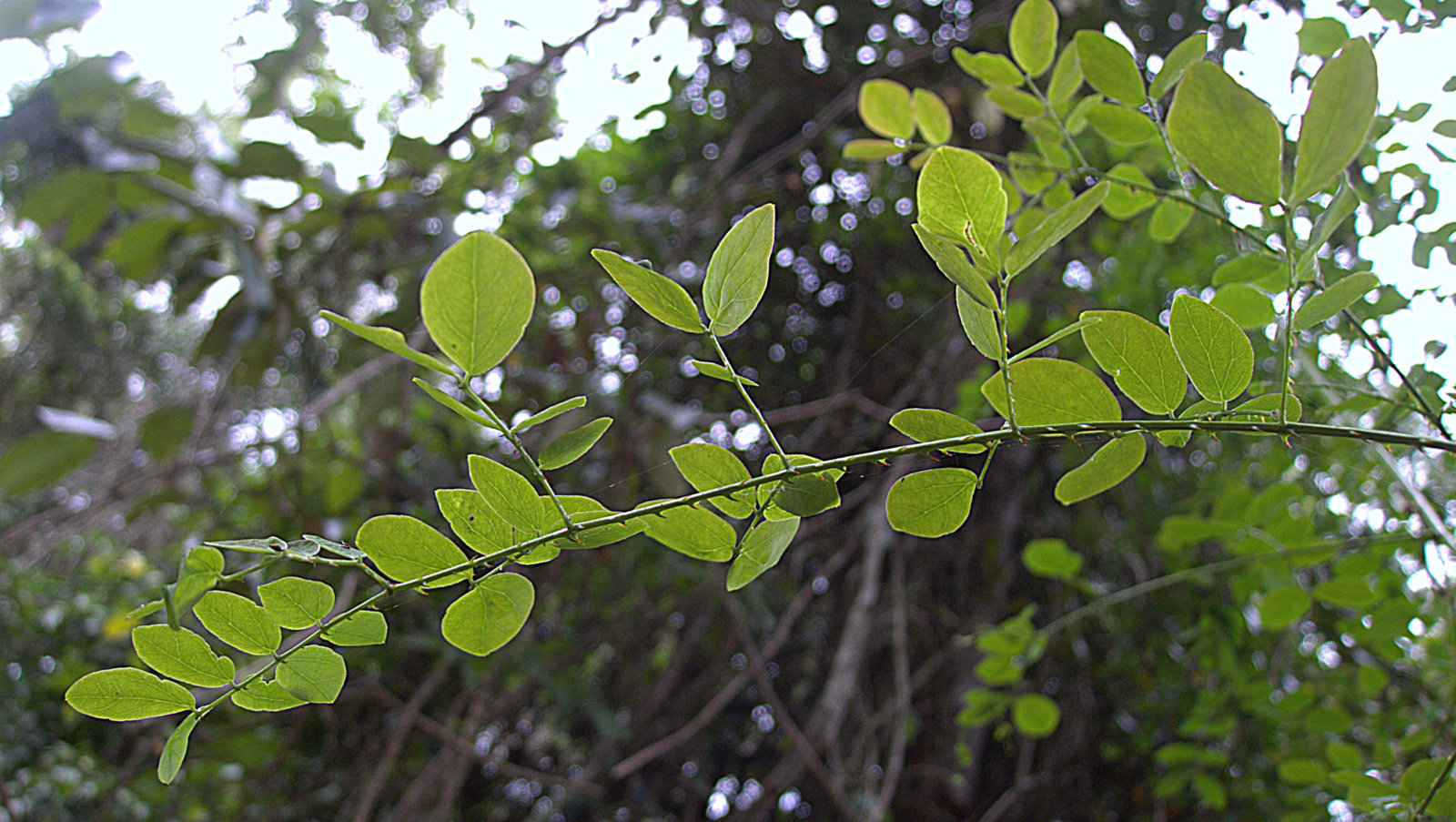
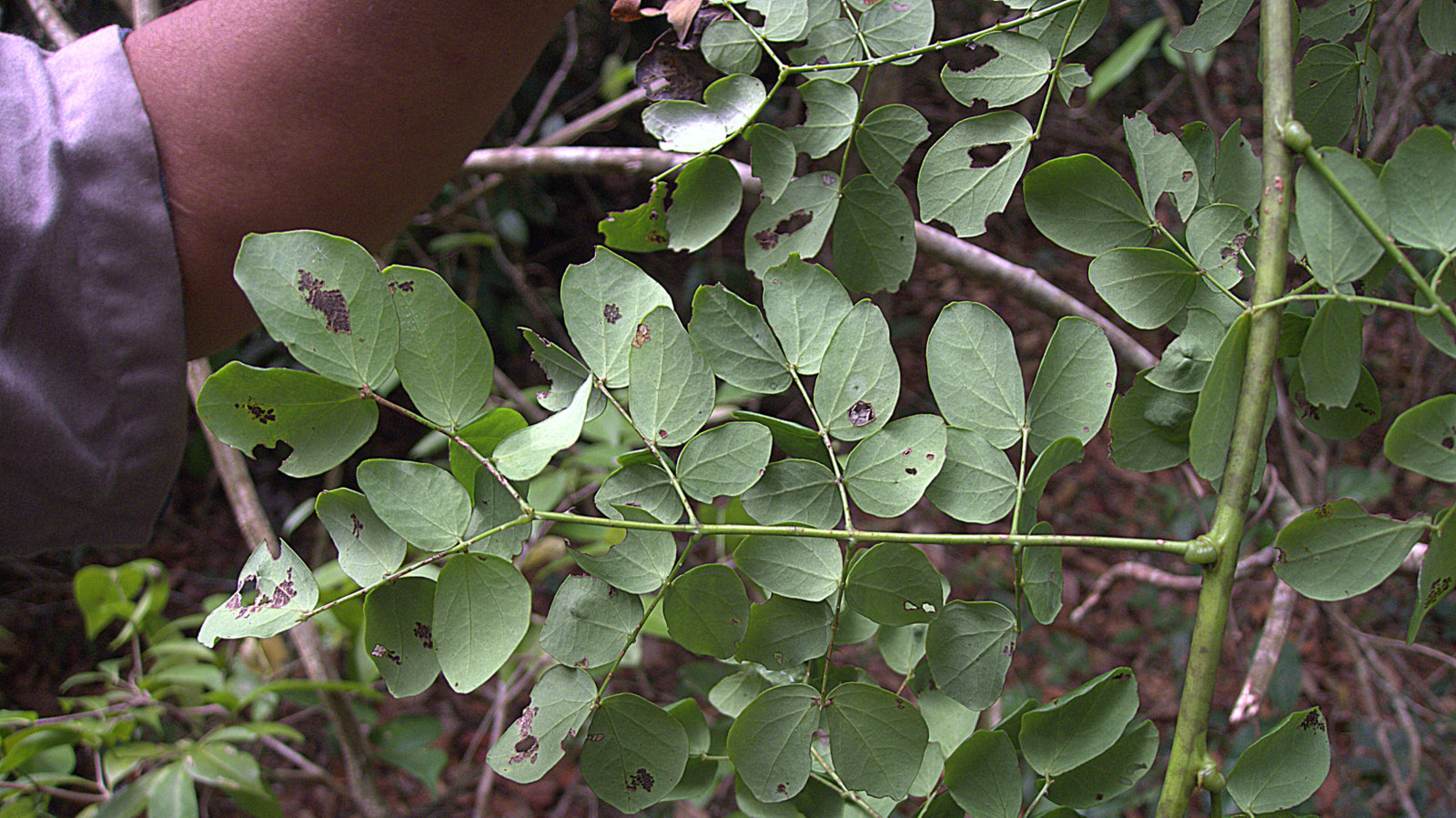
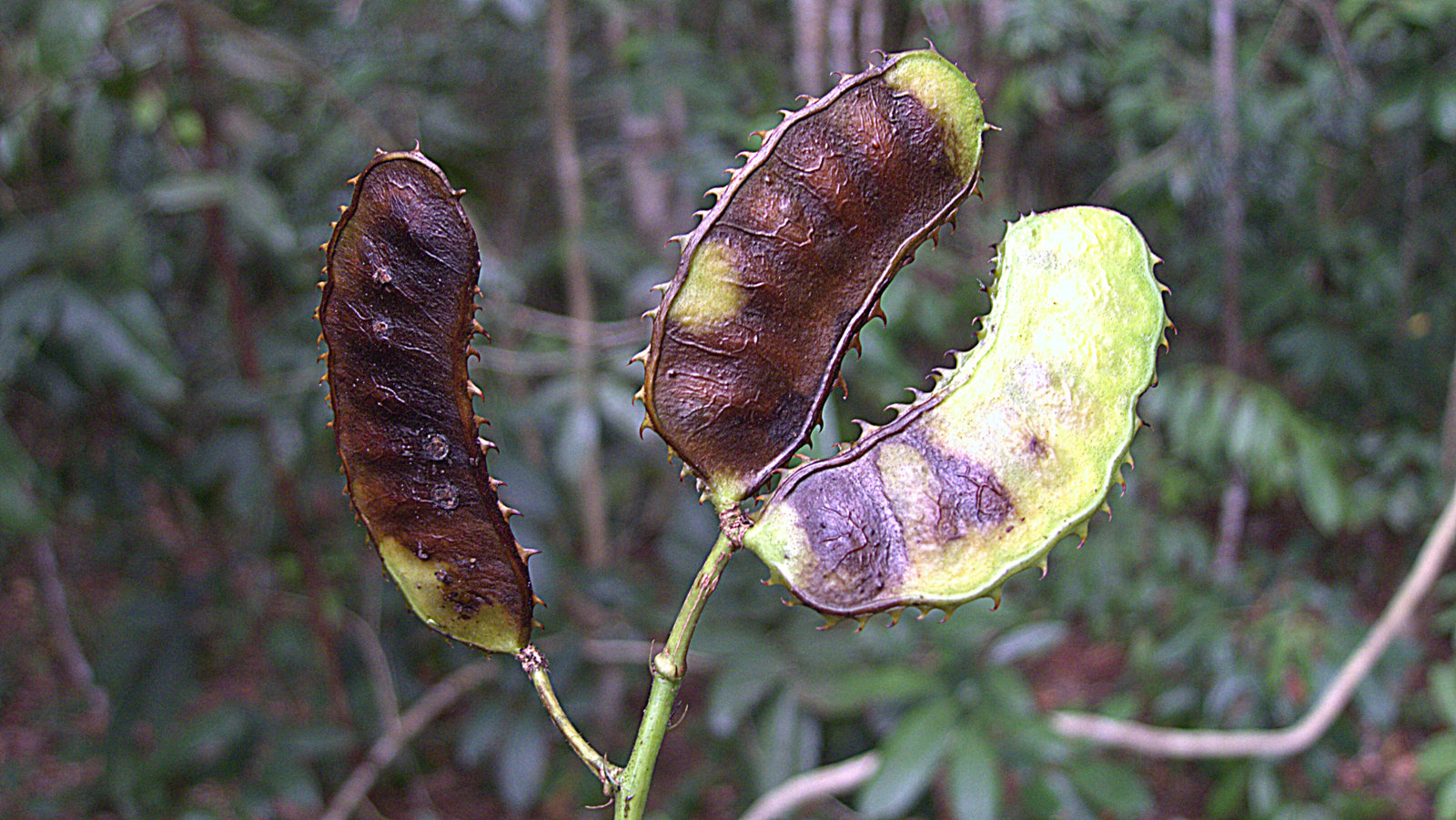